# Liste des possessions de l'abbaye de Marmoutier de Tours

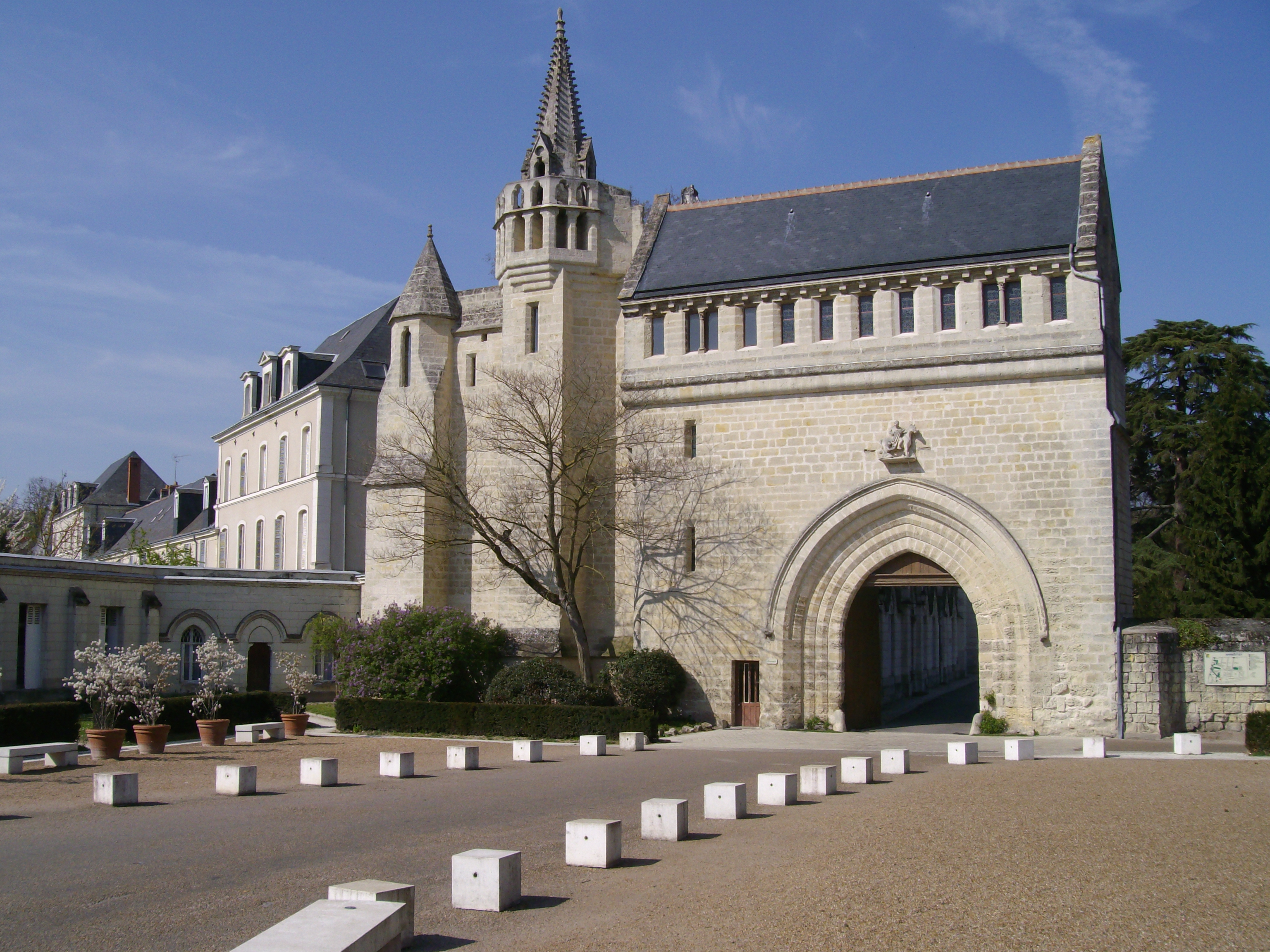
Le portail de la Crosse (abbaye de Marmoutier).

Jusqu'à la Révolution française, l'abbaye de Marmoutier possédait de nombreux domaines en France, mais aussi en Angleterre. La liste établie au XVIIe siècle fait état de près de 200 dépendances, dont cinq en Angleterre. Il s'agit pour la grande majorité de prieurés, mais les moines de Marmoutier possédaient aussi, à proximité de leur abbaye, des fermes et des moulins qui assuraient l'approvisionnement.

## Les possessions de l'abbaye en France
| Localisation sur la carte de France. · Roucy · Saint-Thibaut · Arcis-sur-Aube · Dampierre · Ortillon · Ramerupt · Bayeux · Perrières · Bourges · Saint-Palais · Dinan · Jugon-les-Lacs · Lamballe · Léhon · Saint-Sauveur-des-Landes · Île Tristan · Saint-Martin-des-Champs · Gisors · Vesly · Chartres · Châteaudun · Chuisnes · Dangeau · Epernon · Fréteval · Maintenon · Meslay-le-Vidame · Montigny-le-Gannelon · Le Puiset · Sain-Ange-et-Torçay · Saint-Hilaire-sur-Yerre · Bazas · Saint-Denis-de-Pile · Antrain · Bécherel · Combourg · Fougères · Gahard · Iffendic · Martigné-Ferchaud · Saint-Sauveur-des-Landes · Sens-de-Bretagne · Vitré · Athée-sur-Cher · Cangey · Champigny-sur-Veude · Chanceaux-sur-Choisille · Monnaie · Monthodon · Montlouis-sur-Loire · Nazelles-Négron · Neuville-sur-Brenne · Nozilly · Parçay-Meslay · Rillé · Rivière · Rochecorbon · Saint-Quentin-sur-Indrois · Semblançay · Fondettes · Sonzay · Tavant · Veigné · Tours · Averdon · Chambon-sur-Cisse · Chouzy-sur-Cisse · Conan · Lancé · Lavardin · Mesland · Morée · Orchaise · Pray · Sainte-Gemmes · Saint-Marc-du-Cor · Troo · Verdes · Châteaubriant · Donges · Le Pellerin · Machecoul · Nantes · Nort-sur-Erdre · Pontchâteau · Varades · Orléans · Paris · Saint-Martin-du-Vieux-Bellême · Angers · Bocé · Carbay · Chalonnes-sur-Loire · Champtoceaux · Daumeray · Liré · Montjean-sur-Loire · Pouancé · Saint-Georges-sur-Loire · Saint-Quentin-en-Mauges · Saint-Georges-de-Bohon · Héauville · Mortain · Châtillon-sur-Marne · Reims · Ventelay · Ballée · Bouère · Châtillon-sur-Colmont · Laval · Saint-Loup-du-Dorat · Villiers-Charlemagne · Ambon · Josselin · Malestroit · Ploërmel · Auneuil · Cuise-la-Motte · Pierrefonds · Beaurainville · Œuf-en-Ternois · Renty · Sarton · Beaumont-sur-Sarthe · Château-du-Loir · Louvigny · Sablé-sur-Sarthe · Saint-Célerin · Vivoin · Contevroult · La Celle-sur-Morin · Meaux · Bazainville · Mantes-la-Jolie · Saint-Martin-de-Bréthencourt · Amiens · Biencourt · Brem-sur-Mer · Chantonnay · Commequiers · Fontaines · La Roche-sur-Yon · Sigournais · Treize-Vents · Aizenay · Cernay |

### Département de l'Aisne
- prieuré Saint-Nicolas[2] de Roucy ;
- prieuré de Saint-Thibaut.

### Département de l'Aube
- prieuré Notre-Dame d'Arcis-sur-Aube ;
- prieuré Saint-Pierre-et-Saint-Paul de Dampierre ;
- prieuré Sainte-Madeline d'Ortillon ;
- prieuré Notre-Dame à Ramerupt.

### Département duCalvados
- prieuré Saint-Vigor de Perrières.

### Département duCher
- prieuré Saint-Julien de Bourges ;
- prieuré Saint-Martin-des-Champs de Bourges ;
- prieuré de Saint-Palais.

### Département desCôtes-d'Armor
- prieuré Saint-Malo de Dinan ;
- prieuré Notre-Dame de Jugon-les-Lacs ;
- prieuré Saint-Martin de Lamballe ;
- abbaye Saint-Magloire[3] de Léhon.

### Département de l'Eure
- prieuré Saint-Ouen de Gisors ;
- seigneurie de la Grange-l'Abbé de Vesly.

### Département d'Eure-et-Loir
- prieuré Saint-Martin-en-Val de Chartres ;
- prieuré Saint-Martin-de-Chemars de Châteaudun ;
- prieuré de Chuisnes ;
- prieuré Saint-Martin de Dangeau ;
- prieuré Saint-Thomas d'Épernon ;
- prieuré Saint-Nicolas de Fréteval ;
- prieuré Notre-Dame de Maintenon ;
- prieuré de Meslay-le-Vidame ;
- prieuré Saint-Maurice de Montigny-le-Gannelon ;
- prieuré Saint-Nicolas du Puiset ;
- prieuré de Saint-Ange-et-Torçay ;
- prieuré de Saint-Hilaire-sur-Yerre.

### Département duFinistère
- prieuré de l'île Tristan ;
- prieuré Saint-Martin-des-Champs.

### Département de laGironde
- prieuré Sainte-Madeleine de Bazas ;
- prieuré Saint-Denis[4] de Saint-Denis-de-Pile.

### Département d'Ille-et-Vilaine
- prieuré Sainte-Madeleine-de-Bonnefontaine d'Antrain ;
- prieuré Notre-Dame de Becherel ;
- prieuré de la Sainte-Trinité de Combourg ;
- prieuré de la Sainte-Trinité de Fougères ;
- prieuré Saint-Éxupère de Gahard ;
- prieuré Saint-Pierre d'Iffendic ;
- prieuré Saint-Symphorien de Martigné-Ferchaud ;
- prieuré Saint-Sauveur de Saint-Sauveur-des-Landes ;
- seigneurie de Sens-de-Bretagne ;
- prieuré Saint-Croix de Vitré.

### Département d'Indre-et-Loire
- domaine de la Roche-Baudouin à Athée-sur-Cher ;
- moulin du Lée à Cangey ;
- prieuré de Champigny-sur-Veude ;
- ferme de Couleur à Chanceaux-sur-Choisille ;
- Prieuré de Lavaré[5] de Fondettes ;
- Prieuré du Louroux ;
- Prieuré de Saint-Venant[6] de Luynes ;
- ferme de la Blondellerie à Monnaie ;
- seigneurie de Bourdigal[7] à Monnaie ;
- ferme de la Bourellerie à Monnaie ;
- métairie des Champs à Monnaie ;
- métairie de la Chèvrerie à Monnaie ;
- métairie de Corçay à Monnaie ;
- chapelle Saint-Jean de Monnaie ;
- seigneurie du Sentier à Monthodon ;
- domaine d'Oie-Blanche à Montlouis-sur-Loire ;
- prieuré de Négron à Nazelles-Négron ;
- fief de Neuville-sur-Brenne ;
- seigneurie de Vauléart à Nouzilly ;
- église Saint-Pierre, à Parçay-Meslay ;
- ferme de Chizay à Parçay-Meslay ;
- ferme de Meslay[8] à Parçay-Meslay ;
- seigneurie de Parçay à Parçay-Meslay ;
- ferme de la Pécaudière à Parçay-Meslay ;
- prieuré Saint-Loup de Rillé ;
- prieuré Notre-Dame de Rivière ;
- closerie de Montauran à Rochecorbon ;
- ferme de Bezay à Saint-Cyr-sur-Loire ;
- ferme du Fresne à Saint-Cyr-sur-Loire ;
- moulin de Garot à Saint-Cyr-sur-Loire ;
- ferme de la Haye-Bodin à Saint-Cyr-sur-Loire ;
- moulin de Neuil à Saint-Cyr-sur-Loire ;
- fief de Berneçay à Saint-Quentin-sur-Indrois ;
- domaine de Chahaigne à Semblançay ;
- prieuré de Semblançay ;
- ferme de la Hérissière à Sonzay ;
- prieuré de Sonzay ;
- prieuré de Tavant ;
- chapelle et ferme Saint-Barthélemy à Tours ;
- ferme de la Chambrerie à Tours ;
- maison de Foncher à Tours ;
- ferme de la Fontaine à Tours ;
- fief de la Grange-Saint-Martin à Tours ;
- domaine de la Lavanderie à Tours ;
- ferme de la Milletière à Tours ;
- dîme de Sainte-Radegonde à Tours ;
- domaine de Rambourg à Tours ;
- domaine des Rochettes à Tours ;
- maison Saint-Pierre-de-Rome à Tours ;
- enclos de Rougemont à Tours ;
- ferme de Sapaillé[9] à Tours ;
- prieuré des Sept-Dormants de Tours ;
- fief du Lavoir à Veigné.

### Département deLoir-et-Cher
- ferme du Mesnil à Averdon ;
- prieuré Saint-Julien de Chambon-sur-Cisse ;
- moulin de Fouleret à Chambon-sur-Cisse ;
- prieuré Saint-Martin de Chouzy-sur-Cisse ;
- prieuré Saint-Nicolas-de-Villeberfort de Conan ;
- prieuré Saint-Martin de Lancé ;
- prieuré Saint Martin de Lavardin ;
- prieuré Notre-Dame de Mesland ;
- prieuré Notre-Dame de Morée ;
- prieuré Saint-Barthélemy d'Orchaise ;
- seigneurie de Pray ;
- prieuré de Sainte-Gemmes ;
- prieuré de Saint-Marc-du-Cor ;
- prieuré des Marchais de Troo ;
- domaine de Villerveau à Verdes.

### Département deLoire-Atlantique
- prieuré Saint-Sauveur-de Béré de Châteaubriant ;
- prieuré Notre-Dame de Donges ;
- prieuré Notre-Dame du Pellerin ;
- prieuré Saint-Martin de Machecoul ;
- prieuré Sainte-Croix de Nantes ;
- prieuré Saint-Georges de Nort-sur-Erdre ;
- prieuré Saint-Martin de Pontchâteau ;
- prieuré Saint-Martin de Varades.

### Département duLoiret
- prieuré Notre-Dame-de-Bonne-Nouvelle d'Orléans.

### Département deMaine-et-Loire
- prieuré Saint-Éloi-du-Verger d'Angers ;
- prieuré Saint-Martin de Bocé ;
- prieuré Saint-Martin de Carbay ;
- prieuré Saint-Quentin de Chalonnes-sur-Loire ;
- prieuré Saint-Jean-Baptiste de Champtoceaux ;
- prieuré Saint-Martin de Daumeray ;
- prieuré Notre-Dame de Liré ;
- prieuré Saint-Martin de Montjean-sur-Loire ;
- prieuré Sainte-Madeleine de Pouancé ;
- ferme de Mauny à Saint-Georges-sur-Loire ;
- prieuré Saint-Quentin de Saint-Quentin-en-Mauges.

### Département de laManche
- prieuré de Saint-Georges-de-Bohon ;
- prieuré Saint-Pierre d'Héauville ;
- prieuré Saint-Martin de Mortain.

### Département de laMarne
- prieuré de Châtillon-sur-Marne ;
- prieuré Saint-Maurice de Reims ;
- prieuré Saint-Rémi de Ventelay.

### Département de laMayenne
- prieuré Saint-Sulpice de Ballée ;
- prieuré Sainte-Julitte de Bouère ;
- prieuré de Fontaine-Géhard de Châtillon-sur-Colmont ;
- prieuré Saint-Martin de Laval ;
- prieuré Saint-Loup de Saint-Loup-du-Dorat ;
- prieuré de Villiers-Charlemagne.

### Département duMorbihan
- prieuré Sainte-Julitte d'Ambon ;
- prieuré Saint-Martin de Josselin ;
- prieuré de Malestroit ;
- prieuré Saint-Nicolas de Ploërmel.

### Département de l'Oise
- prieuré Notre-Dame d'Auneuil ;
- prieuré de Neufontaine de Cuise-la-Motte ;
- prieuré Saint-Sulpice de Pierrefonds.

### Département de l'Orne
- prieuré Saint-Martin de Saint-Martin-du-Vieux-Bellême.

### Département duPas-de-Calais
- prieuré Saint-Martin de Beaurainville ;
- prieuré Notre-Dame de Maintenay ;
- prieuré Saint-Martin d'Œuf-en-Ternois ;
- prieuré Saint-Martin de Renty ;
- prieuré Notre-Dame de Sarton.

### Département de laSarthe
- ferme et moulin de l'Orière de Beaumont-sur-Sarthe ;
- prieuré Saint-Guingalois[10] de Château-du-Loir ;
- prieuré Saint-Martin de Louvigny ;
- prieuré Saint-Nicolas de Sablé-sur-Sarthe ;
- prieuré de Saint-Célerin ;
- prieuré Notre-Dame de Torcé-en-Vallée
- prieuré Saint-Hippolyte[11] de Vivoin.

### Ville deParis
- prieuré Notre-Dame-des-Champs ;
- prieuré Saint-Germain de Villepreux.

### Département deSeine-et-Marne
- prieuré Notre-Dame de Coutevroult ;
- prieuré de La Celle-sur-Morin ;
- prieuré Sainte-Céline de Meaux.

### Département desYvelines
- prieuré Saint-Georges de Bazainville ;
- prieuré Saint-Martin de Mantes-la-Jolie ;
- prieuré de Saint-Martin-de-Bréthencourt[12].

### Département de laSomme
- prieuré Saint-Denis d'Amiens ;
- prieuré Notre-Dame de Biencourt.

### Département de laVendée
- prieuré Saint-Nicolas de Brem-sur-Mer ;
- prieuré Saint-Pierre-du-Puy-Belliard de Chantonnay ;
- prieuré de Commequiers ;
- prieuré Saint-Jean-l'Évangéliste de Fontaines ;
- prieuré Saint-Etienne de La Roche-sur-Yon ;
- prieuré Saint-Saturnin de Sigournais ;
- prieuré Notre-Dame des Treize-Vents.

### Département de laVienne
- prieuré de Saint-Benoît d'Aizenay ;
- prieuré Notre-Dame de Cernay.

### Possessions non localisées géographiquement
En raison de l'absence de sources concordantes ou d'erreurs possibles de retranscription dans les toponymes, les possessions suivantes, en France, n'ont pu être localisées avec précision.
- prieuré Saint-Martin de Chemais ;
- prieuré de Faxai dans le diocèse d'Avranches ;
- prieuré Saint-Nicolas de Trioul, dans le diocèse de Poitiers ;
- prieuré Sainte-Madeleine du Vieilli dans le diocèse de Rouen ;
- prieuré Sainte-Colombe de Bailly, dans le diocèse de Troyes ;
- prieuré Notre-Dame de Croi, dans le diocèse d'Évreux ;
- prieuré Saint-Germain d'Acquenay, dans le diocèse du Mans ;
- prieuré de Mantillay, dans le diocèse du Mans ;
- prieuré Saint-Étienne d'Origny, dans le diocèse du Mans ;
- prieuré de Donamez ;
- prieuré de Rossé, dans le Vendômois.

## Les possessions de l'abbaye en Angleterre
- prieuré d'Allerton Mauleverer, comté du Yorkshire du Nord ;
- prieuré de d'Aston de Newport Pagnell, comté de Buckinghamshire ;
- prieuré de Cosham, à Portsmouth, comté d'Hampshire ;
- prieuré de La Sainte-Trinité d’York, comté du Yorkshire ;
- prieuré de Witham, comté d'Essex.

### Archives
Les archives départementales d'Indre-et-Loire conservent dans les archives ecclésiastiques antérieures à 1790, un registre in-4° vélin relié en parchemin, comprenant 46 feuillets écrits sur les actes des visites faites de 1316 à 1325 par Jean de Mauléon dans 90 prieurés dépendant de son abbaye. Un autre registre donne copie des baux donnés à ferme des prieurés dépendants de l'abbaye de 1719 à 1767.